# Уайденер, Джордж Дантон
Джордж Дантон Уайденер (англ. George Dunton Widener; 16 июня 1861 — 15 апреля 1912) — американский бизнесмен, член семьи-миллионеров Уайденеров. Погиб во время крушения лайнера «Титаник».

## Биография
Джордж Уайденер родился в Филадельфии, Пенсильвания, в семье транспортного магната Питера Брауна Уайденера (1834—1915) и Ханны Джозефины Дантон (1836—1896).
Вступил в бизнес отца, взяв на себя руководство компанией «Филадельфия Трекшн», выпускавшей электрический кабель и детали для трамваев. Также, Уайденер входил в совет директоров нескольких других влиятельных фирм. Как покровитель искусства, Уайденер был директором Пенсильванской академии художеств.
В 1883 году Уайденер женился на Элеоноре Элкинс, дочери делового партнёра отца, Уильяма Люкенса Элкинса. Они имели сыновей Гарри Элкинса Уайденера (1885—1912), Джорджа Дантона Уайденера - младшего (1889—1971) и дочь Элеанор Уайденер (1891—1953). Семья проживала в особняке Линнвуд-Холл, Элкинс-Парк, Пенсильвания, построенном в георгианском стиле.

## На борту «Титаника»

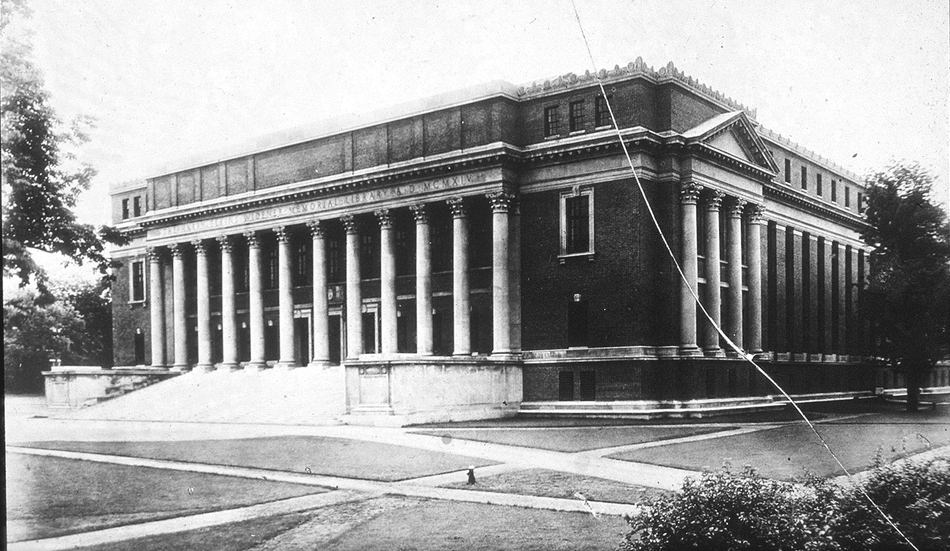
Библиотека Уайденера, Гарвардский университет, Кембридж (1915).

В 1912 году Джордж Уайденер, его жена Элеонора и сын Гарри, отправились в поездку в Париж, Франция, с первоначальным намерением найти поваров для нового отеля Уайденера, Ritz-Carlton. На обратный путь они забронировали билет на лайнере «Титаник». После столкновения судна Джордж Уайденер посадил жену и служанку в спасательную шлюпку номер 4. Женщины были спасены пароходом «Карпатия», но сам Уайденер и его сын погибли. Их тела, если были выловлены, не были опознаны. Мемориальная служба по ним была проведена в Епископальной церкви Святого Павла в Элкинс-Парке, Пенсильвания. Окна витражей также были посвящены их памяти. Через две недели после их безвременной кончины дочь Уайденера, Элеанора, вышла замуж в родовом поместье в Элкинс-Парк, Пенсильвания.
Незадолго до гибели Уайденер поручил архитектору Горацию Трумбауэру проектирование и строительство особняка Мирамар. Дом, площадью в 2800 м², выполнен во французском неоклассическом стиле.
Вдова Уайднера, Элеонора, в память о сыне Гарри построила в Гарвардском университете библиотеку Уайденера. Его брат, Джозеф Уайденер, стал одним из основателей Национальной галереи искусства в Вашингтоне. Единственный внук Уайденера, Фитц Юджин Диксон - младший (1923—2006), стал филантропом и владельцем спортивных команд Филадельфии.

## В массовой культуре
В фильме 1953 года «Титаник» Уайденера сыграл актёр Гай Стендинг.